# Comuna de Rudna
Rudna (polaco: Gmina Rudna) é uma gminy (comuna) na Polónia, na voivodia de Baixa Silésia e no condado de Lubiński. A sede do condado é a cidade de Rudna.
De acordo com os censos de 2004, a comuna tem 7079 habitantes, com uma densidade 32,7 hab/km².

## Área
Estende-se por uma área de 216,6 km², incluindo:
- área agricola: 52%
- área florestal: 34%

## Demografia
Dados de 30 de Junho 2004:
|                      | Total   | Total | Mulheres | Mulheres | Homens  | Homens |
| -------------------- | ------- | ----- | -------- | -------- | ------- | ------ |
|                      | pessoas | %     | pessoas  | %        | pessoas | %      |
| População            | 7079    | 100   | 3545     | 50,1     | 3534    | 49,9   |
| Densidade (pop./km²) | 32,7    | 100   | 16,4     | 16,4     | 16,3    | 16,3   |

De acordo com dados de 2002, o rendimento médio per capita ascendia a 2943,85 zł.

## Subdivisões
- Brodowice, Brodów, Bytków, Chełm, Chobienia, Ciechłowice, Gawronki, Gawrony, Górzyn, Gwizdanów, Juszowice, Kębłów, Kliszów, Koźlice, Miłogoszcz, Mleczno, Naroczyce, Nieszczyce,  Olszany, Orsk, Radomiłów, Radoszyce, Rudna, Rudna-Leśna, Rynarcice, Stara Rudna, Studzionki, Toszowice, Wądroże, Wysokie.

## Comunas vizinhas
- Grębocice, Jemielno, Lubin, Niechlów, Pęcław, Polkowice, Wińsko, Ścinawa